# AKC Sporting West

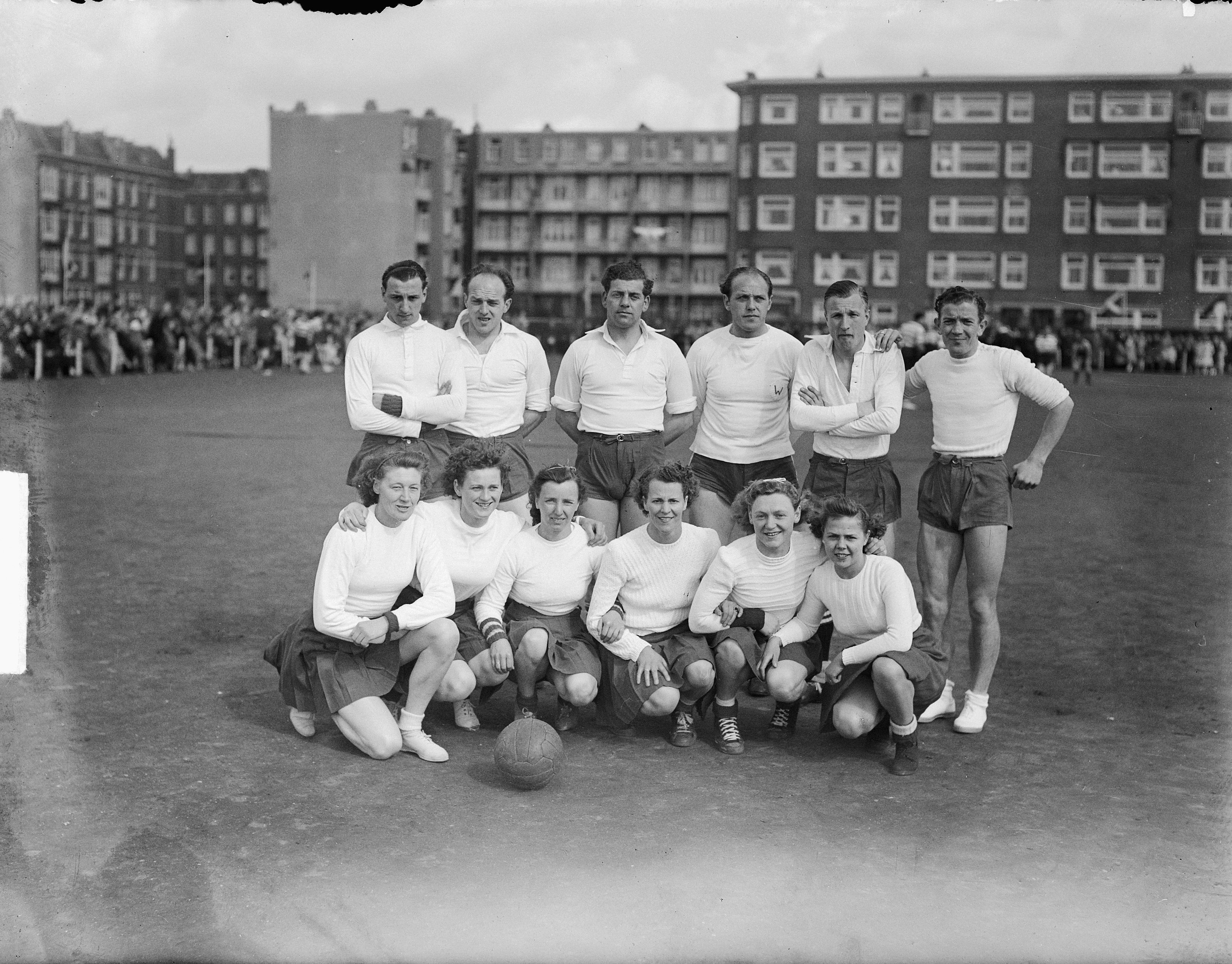
Westerkwartier in 1950

Sporting West is een Nederlandse korfbalclub uit Amsterdam. De club is een fusievereniging ontstaan in 1989.

## De Fusie
Sporting West komt voort uit 4 clubs die in Amsterdam-West speelden:
- Westerkwartier
- Landlust
- Hespa
- TCNH

## Westerkwartier
Westerkwartier (1917) is de club die van deze 4 fusieverenigingen die het meest succesvol is geweest in het landelijke korfbal. Zie hier een overzicht van titels die zij op hun naam hebben staan:
- Zaalkampioen in 1971
- Veldkampioen in 1925, 1935, 1939, 1944, 1946, 1947, 1948, 1950, 1951, 1952, 1957, 1962,